# Cololejeunea cingens
Cololejeunea cingens là một loài Rêu trong họ Lejeuneaceae. Loài này được (Herzog) Pócs & Bernecker mô tả khoa học đầu tiên.